# ヘラクレスの栄光
『ヘラクレスの栄光』（ヘラクレスのえいこう、英題 Glory of Heracles）は、データイーストが開発・発売したコンピュータRPGのシリーズ。1987年の第1作『闘人魔境伝 ヘラクレスの栄光』から1994年までに4作が発売されたほか、ゲームボーイ用ソフトとして外伝的な作品もある。
2003年のデータイースト破産後、パオン・ディーピーが知的財産権を所有し、『魂の証明』の開発も担当する。
ギリシャ神話が世界観の基盤となっており、ギリシャ神話の英雄ヘラクレスをゲームタイトルに置くことでその世界観を分かりやすく表現している。だが、実際にヘラクレスが主人公を務めるのは『闘人魔境伝』と『動き出した神々』だけであり、『II タイタンの滅亡』以降の作品ではストーリーの途中からプレイヤーキャラクターの助っ人として登場する。

## 闘人魔境伝 ヘラクレスの栄光
ストーリーはヘラクレスの12の功業をモチーフにして、ハデスに捕えられたビーナスを救い出すというもの。中ボスにはその12の功業にちなんだモンスターが登場する。戦闘中、中ボスと会話できるのも独特だった。2020年10月20日よりプロジェクトEGGにて配信開始。
冒険の途中で登場するキャラクターのアドバイスが元でかえって冒険の進め方が分からなくなるなど、不親切な部分がある。作中のアイテムは、それがないとクリアできないアイテムも含めて全て売ることができ、もう一度取るにはパスワードを取って再開する必要がある。橋を渡っている最中に足元を調べると、1ユニットごとにお金に変わり、橋が消える。パスワードは少々間違っても再開でき、かえって進行上有利となることもある。
理不尽な難易度の謎解き、戦闘バランスの調整の悪さなどから、当時プレイした低年齢層は大いに苦戦したという。

### ゲームシステム
他のRPGと異なる点には以下がある。
- 『ドラゴンクエスト』に代表される「町に入ると画面が切り替わる」方式ではなく、「フィールドマップと町が同一マップに展開される」というシステムが採用されている。徳間書店の『ファミリーコンピュータMagazine』 1987年 第4号では特集記事として本作が大々的に紹介され、画面写真は同一マップではなく切り替えマップ方式のものが使われていたが、特集記事の最後に「記事作成後に発売が延期されたこと、ゲームシステムに改良が加えられる可能性があること」が告知されていた。
- 武器には剣を始めとする片手武器と斧・矛・弓を始めとする両手武器があり、両手武器は敵に与えるダメージが大きい反面、盾を使えなくなるため敵から受けるダメージも大きくなる。
- 武器と防具には「耐久力」が設定されている。敵を攻撃するごとに武器の、敵の攻撃を受けるごとに防具の耐久力が減少し、0になると壊れてなくなってしまう。耐久力を戻すには鍛冶屋のヘパイトスに直してもらう必要がある。なお、5000Gあればへパイトスを雇って同行させることが可能（道具扱い）。へパイトスを雇った後は戦闘終了時、自動的に武器・防具の耐久力が最大に回復するようになる。
- ヘラクレスは魔法を使う事ができない（敵は使う）。後のシリーズに登場する場合でも、ヘラクレスのみMPが0のキャラクターとして設定されており、魔法が使えない点に言及されることがある。この設定は『魂の証明』では、例に当てはまらず本物のヘラクレスが魔法を使う。
- 戦闘はヘラクレスと敵の一対一で行う。敵には陸上・海上・飛行の属性があり、たとえば陸上の敵には剣・斧・ハンマー、海上の敵には矛、飛行系の敵には弓矢が有効とされている。

### ストーリー
まだ神々がいた頃のギリシアが舞台。神々は天界に住み、地上では人々が暮らし、それぞれ平和な日々を過ごしていた。だが、ある日、地上に美しいものを、人々には澄んだ心を与えてくれていた女神ヴィーナスが、地獄の魔王ハデスによって黄泉の国まで誘拐される。地上の人々には不安が走り、国も心も荒み始めていた。困り果てた大神ゼウスは、勇者ヘラクレス（本作の取扱説明書には「英雄」ではなく「勇者」とある）を呼び寄せ、魔王ハデス討伐とヴィーナスの救出を命じる。

### 開発（闘人魔境伝）
音楽
本作の音楽は中本博通が制作し、MIDIデータの変換も彼が担当した。
本作の音楽を手掛けるにあたり、中本は『ドラゴンクエスト』とは全く異なる音楽を作るという前提があったと、鴫原盛之らとの座談会で振り返っており、ゲームの主人公がヘラクレスであることを踏まえ、男らしく、泥臭い音楽を作ろうと考えたと話している。一方で、中本は、ヘラクレスが訪れる場所や、エンディングの音楽を穏やかなものにしようと考え、なぜか中世ヨーロッパを意識した結果、実際の曲にそれが現れてしまったと前述の座談会で話している。
本作の企画担当者は、中本に対してヘラクレスらしくあればそれでよいと言いつつも、エドヴァルド・グリーグの『ペール・ギュント』の「朝」のイントロのアレンジ版を入れてほしいと指定した。
また中本は、当時のROMカセットの容量を多く占めていたのはグラフィックであり、シナリオにも影響を与えることから、企画担当者とグラフィッカーが苦労していたと座談会の中で話している。

### 広報（闘人魔境伝）
本作の発売に当たっては、テレビCMが放映されたほか、テレビ東京系のゲーム情報番組『ファミっ子大作戦』の新作コーナーでも取り上げられた。
CMは同番組の収録後に撮影が行われ、それを編集する形で制作された。

## ヘラクレスの栄光II タイタンの滅亡
新たにパーティ制や昼・夜の時間の流れなどのシステムが導入されている。『闘人魔境伝』の特徴的な要素はほとんどが廃止され、当時多くのRPGで採用されていた一般的なシステムに置き換えられた。この結果システム面では平凡化したものの、代わりに本家ギリシャ神話をモチーフとした悲劇的なストーリー展開という新たな独自色を打ち出している。後のシリーズも基本的に本作の作風に倣ったものとなっている。2020年12月15日よりプロジェクトEGGにて配信開始。
ストーリーは『闘人魔境伝』のその後ということになっているが、前作との間に若干の矛盾が生じている部分がある。そのために後に『動き出した神々』がリリースされた。
こちらの装備している剣や鎧、盾を一撃で壊してしまうという、他のRPGにはあまり見られない攻撃を行う敵が存在する。また、仲間が死亡すると天使状態になる。
勇気が欲しいケンタウロス、心が欲しい青銅の女神像など、キャラクターの造型は『オズの魔法使い』がモチーフといえる。

### ストーリー
英雄ヘラクレスが伝説的存在となった時代、地上には魔物が現れ人間を苦しめていた。
ある日のこと、祖母と2人ナナで暮らす少年は、女王から招集の手紙を受け取り、異変の影にタイタン族の生き残りと言われる闇の魔王がいる事を知る。魔王を倒すため、愛する者達を残して旅に出た少年は、行く先々で様々な苦悩する人々と出会うことになる。

### キャラクター
主人公
本作の主人公。ナナの街で祖母と2人で暮らしていた青年。女王の呼びかけに応じ、恋人を残し旅に出ることになる。
双葉文庫のゲームブックでは「シノン」という名前が設定されている。
恋人
ナナに住む女性。主人公の旅立ち後、彼を追って国を出たことがきっかけで数奇な運命に巻き込まれることになる。
主人公を追う途上に立ち寄った村で魔物への生贄として捕まり、救出後、その魔物に姿を変えられ、主人公に倒されることで死んでしまう。しかし、エンディングでゼウスによって元の姿で蘇生し、主人公と再会する。
ナナの女王
主人公の故郷の女王。打倒クロノスのため、国中の若者たちを招集する。彼女もまた数奇な運命に巻き込まれることになる。
ケンタウロス
ミノアの村の子供たちにいじめられていた半人半馬の少年。勇気の神サリオスに勇気を貰うために旅に同行する。
青銅の女神像
ヘパイトスにより作られた女神像。ヘパイトスに心を貰うため旅に同行する。
ヘラクレス
おなじみの半人半神の英雄。今回は天上でタロスに苦戦している。
ホメロス
あらゆる知識に通じたさすらいの詩人。世界の異変についても詳しい。神出鬼没の人物。
ヘシオドス
ホメロスと瓜二つなさすらいの詩人。ホメロスと同じく世界の異変についても詳しく神出鬼没。
ダイダロス
セレネに住む男。病で余命いくばくも無い息子・イカロスのある望みを叶えるため、現在は旅に出ている。

### 開発（『II』）
音楽
本作の音楽は酒井省吾らをはじめとする複数人が手掛けた。酒井はなるべく多くのスタッフに経験を積んでもらおうという考えから、家庭用ゲーム機のサウンド担当者に仕事を割り振ったことを座談会の中で明かしており、サウンドチームのうち高濱祐輔と岩崎正明はアルバイトとして入社した人物である。
サウンドドライバは中本が制作していたものを使っていたが、その後チームの一員である濱田誠一が開発したMIDI-MMLコンバータが導入された。
酒井は企画担当者の一人から様々な意見をもらったと座談会の中で振り返っており、最初の街のBGMがギリシャらしくないとして作り直したことを明らかにしている。
岩崎が手掛けたタイトル曲「勇気ある者たちへ」は、後続作品でも使われるようになった。
高濱は当時の状況について「自分で今書いている曲が、どのゲームに使う曲なのかを全然知らないまま、ただ言われたとおりに延々と作っていました。」と振りつつも、酒井が丁寧にイメージを説明してくれたおかげでニーズを理解できて、すぐに曲を作れたとも語っている。

## ヘラクレスの栄光 動き出した神々
『闘人魔境伝』と『II タイタンの滅亡』をつなぐ、第1作目の設定における矛盾点を修正している外伝的な作品。
オリンポスの神々を仲間にし、共に冒険できるのが最大の特徴。彼らを総称して『ゴッド』と呼ぶ。ヘラクレスのレベルが上がるにつれ、仲間にできるゴッドの種類が増える。なお、連れ歩けるゴッドは1名までで、必要に応じて交代できる。

### ストーリー
勇者ヘラクレス（本作の取扱説明書には「英雄」ではなく「勇者」とある）は、女神ビーナス救出の功績が認められ、神々と共に天界の住人として平和に暮らしていた。しかし、ある日、ゼウスはタイタン族とその魔王クロノスの復活を予見した。ゼウスの命によりヘラクレスは再び地上へと降り立ち、魔王討伐の旅へ出る。

### キャラクター
主人公 / ヘラクレス
本作の主人公。今回は人間を戸惑わせないため、ゼウスのアドバイスにより地上では偽名を名乗ることになる。呪文は使えない。スクリーンショットでは「ヘラクレ」や「アキラ」という名前が設定されている。
ダン
ヘベ王国の隊長にして最強の戦士だったが、調査に向かった黄泉の塔の魔物たちには為す術がなかったという。ヘベ国王に黄泉の塔へ生かせて欲しいと頼むヘラクレスに、それだけの実力があるかどうか見定めるため、一対一の勝負を挑む。劇中最初のボス。
腕自慢ゆえか短慮なところもあり、妻子のために戦いから身を引いた弟・アゴスを、危険な砂丘の塔への用心棒としてホメロスに独断で紹介し、反感を買ってしまう。
ドロス
メナイ王国北東の岬の塔に隠棲する賢者。メナイ王家の長兄だが、王の座は弟に譲っている。
とある理由から弟夫婦を恨み、自らの姿も醜くなってしまった。
メナイ王妃
元はアロス村出身の心優しい可憐な娘。メナイ王に嫁ぐも、ドロスの呪いにより声を失ってしまう。
メナイ王
ドロスの実弟。ある不始末が元で兄・ドロスの恨みを買ってしまった。
ダノス
カムラギ出身の若者。ロランへ送るバタバー酒用の麦の脱穀を任されていたが、恋煩いから働けなくなっていた。
ニーナ
ダノスの想い人。カムラギより南の外れに祖父と弟の3人で暮らしている。優しい女性なのだが、奥手で優柔不断。
アゴス
ダンの実弟。レウシス在住。彼も腕利きの戦士だった様だが、現在は妻子のために一線を退いている。
ナナ女王
前作『タイタンの滅亡』より前の時代の女王。勇者ハンスを厚く信頼している。現在、病床にあり、ホメロスに看護を求める。
ハンス
高名なナナの勇者。ホメロスの到着を待ちきれず、単身旅に出て嵐に遭い消息を絶った。
ある理由から諸国を放浪したこともあり、行く先々で彼の噂を耳に出来る。
とある孤島で昏睡している戦士に「こころみの窓」を使うと、彼本人と思しき反応が返ってくる。

#### 神々（ゴッド）
本項では厳密にゴッドではない者も含む。
ゼウス
世界を治める主神。レベルに応じて同行可能なゴッドを増やしてくれる。ゴッドと別れ1人に戻りたいときも面会する必要がある。
ヘラ
ゴッドについて教えてくれる。また、ヘラクレスのステータスもアドバイスする。
ビーナス
前作『闘人魔境伝』ではハデスに囚われていたゴッド。
アレス
最初のゴッド。戦いの神。
ペルセポネ
2番目のゴッド。ハデスの妻。
ヘパイトス
3番目のゴッド。鍛冶屋の神で、武具の修理が得意る。他のゴッドたちとは別に、ゼウスからある重要な役目を任されているらしい。
アルテミス
4番目のゴッド。狩りの女神。
ヘルメス
5番目のゴッド。旅の神。
バッカス
6番目のゴッド。酒の神。呪文はないが意外な方法でヘラクレスを助けてくれる。
トリトン
7番目のゴッド。海神ポセイドンの息子。
アポロン
8番目のゴッド。太陽の神。
デメーテル
9番目のゴッド。恵みの神。ペルセポネの母親。
アテナ
最後のゴッド。戦いの女神。
ホメロス
放浪の賢者。正確にはゴッドではないが、「トレントの水」入手からナナの女王に会うまでの間にはゴッド扱いで同行してくれる。
ポセイドン
海を司るゴッド。タイタン族によって石にされ嵐の塔に封じられていたが、助け出すと船を潜水もできるように改造してくれる。
ハデス
『闘人魔境伝』のラストボスで、地獄を司るゴッド。本拠地だった黄泉の塔で復活しタイタン族の手先となるが、とある事情からゴッドとしてヘラクレスに力を貸してくれる。

#### タイタン族
クラーケン
嵐の塔の番人を務めるタイタン族の一員であり、球状の胴体から生えた無数の触手に大蛇や竜の頭が付いた姿をしている。封印したポセイドンを監視しており、クロノス復活のためにゴッドたちを生贄にしようとしている。
タゴン
半魚人の姿をしたタイタン族。老魔術師に化け、海賊たちを操ってヘラクレスが放置した船を乗っ取り、プリビアの宝・牢獄の鍵を略奪し、囚われた海賊頭を脱獄させようとしていた。
オルクス
タイタン族の邪竜。ある人物に成りすましてクロノス復活のために暗躍している。
カオスマスター
ヴィーナス島の海底にあるクロノス神殿の結界を守るタイタン族の魔導士。アテナと戦った。
ギュゲス
クロノス神殿の結界を守るタイタン族の巨人。アポロン、アルテミスと戦った。
テュポーン
クロノス神殿の結界を守るタイタン族。ポセイドン、トリトンと戦った。
ティアマトウ
クロノス神殿の結界を守るタイタン族の竜。ハデスと戦った。
ブラッドロード
クロノス神殿の心臓部である玉座を守るクロノス配下の幹部で、本作のラストボス。『II』のキングブラッドに当たる。
クロノス
前作『タイタンの滅亡』のラストボスでもあったタイタン族の王。闇の世界に囚われているが、タイタン族の残党の暗躍により復活しつつある。

### 開発（動き出した神々）
本作の開発は他のゲームボーイ用ソフト2本と並行して行われていたため、限られた時間の中での作業となった。本作のサウンドチームの一人である濱田誠一はこの時の状況について、「3本ぐらい同時に作っていたので、みんなが寄ってたかって作っていたような状況でしたね。」と座談会の中で振り返っており、同じチームの酒井省吾も「ツールが1台しかなくて、空いていないときはサウンドとは別の部屋に行って作っていたと思います。」と話している。
また、ゲームボーイの音源はファミコンとは異なるため、サウンドドライバーも新規のものが使われた。サウンドチームの岩崎正明は前作で使用していたサウンドドライバーと今作のサウンドドライバーの違いについて「最初にゲームボーイ版を作っていて1番感じたのが、「II」のときのサウンドドライバーにはパンポット[音の左右の定位]がなかったのですが、ゲームボーイになったら音が格段に良くなっていたんです。ファミコン時代は、シャーシの中に基板や部品がむき出しのままの開発ツールが3つか4つあったのですが、みんな調子がバラバラで動作が不安定で、[中略]みんなでブツブツ言いながら仕事をしていました。」と座談会の中で説明し、「ゲームボーイ版を作るときは、プログラマブル波形も使えて、開発機材もパソコンの中に全部入っていて、立ち上げてからの動作もずっと安定していましたから、すごく楽しく開発ができたと記憶しています。」とも話している。
本作の選曲は『II』の企画担当者の一人である井戸川享が担当し、オープニングをジョン・ウェイバーのようにしてほしいと頼んだのも彼である。
また、本作では過去作品の楽曲も使われており、たとえば第一作の海のテーマ「彼方へ」は、本作ではフィールドの場面で使われている。
『III』の作曲に参加した桃井聖司は井戸川に意図を聞いたものの、覚えていないという回答を得たと話している。また、第一作の作曲者である中本博道は、本来の場面とは別の場面で再利用されたことについて「世に出たものに対しては、特に文句はないですよ。むしろ使っていただいて感謝しています。」と話している。

## ヘラクレスの栄光III 神々の沈黙
味方のレベルアップに合わせて敵の能力も上がる仕様であるため戦闘においては力押しが比較的困難。エンカウント率も高いためスーパーファミコン作品中の高難易度ゲームとして知られるが、神々の思惑が錯綜する壮大な世界観と緻密なストーリーは評論筋からも高評価を得ている。
2007年4月6日からWiiのバーチャルコンソール向けタイトルとして、2013年5月22日からWii Uのバーチャルコンソール向けタイトルとして配信されている。また、2021年5月25日よりプロジェクトEGGにて配信開始。
2008年7月14日より、ジー・モードからiアプリ向けタイトルとして配信開始。2009年1月14日からS!アプリ版、同22日からEZアプリ版が配信開始された。サウンドやゲームシナリオはSFC版をベースにしているが、当時の携帯電話環境への最適化や容量削減ため、ダンジョンやシナリオの簡略化やシステム・要素の簡易化などの変更点も多い（例：敵側のレベルが上がらず大幅に低難度化、レイオンの日記が無くヒントメッセージに変更、神話事典が無い、神殿アイコンに主人公を重ねるだけで魔法習得、一部BGMの縮小と縮小に合わせた挙動の変更。等）。また、味方キャラクターの顔アイコンの追加をはじめ、ドット絵全般は新規描き起こしである。なお、価格は通信キャリアごとに異なる。また、2020年10月29日にはジー・モードが携帯電話ゲームをNintendo Switch向けに移植展開する「G-MODEアーカイブス」の第22弾ソフトとしても発売。

### あらすじ
ある時、目覚めた主人公にはそれまでの記憶がなかった。その代わり、彼には不思議な能力が備わっていた。どのような高い所から落下しても死ぬ事はなく、不死身だったのだ。自分は一体何者なのか。唯一の手がかりは、繰り返し見る不思議な夢だけ。夢の場所を探して、主人公は旅に出る。

### キャラクター
アプリ版ではキャラクターとモンスターを含め、グラフィックも全て一新されている。ストーリーに大まかな影響はない。
主人公
本作の主人公。記憶を失いクレタ島に流れ着いた青年。行き倒れになったところを妖精のキュレネーたちによって介抱される。意識を取り戻し、家の外に出た際に大穴に飲み込まれてしまい、強く打ち付けられても死ななかったことで不死身の体を持っていることが発覚する。このまま妖精たちに保護されていても、それは自分のためにならないと考え、主人公は妖精の村から旅立ち、自分と同じ状態になっている仲間達と出会う。「むすめのおもいで」というアイテムを使用すると女性の姿になれる。スクリーンショットでは「クラウザー」や「アリューゼ」という名前が設定されている。
その正体は英雄にして暴君と語られる男「バオール」が若い肉体を手に入れ、記憶を失ったもの。野心からガイアを傷つけたことで神々の怒りを買っていた。その償いを果たすことが本作の最終目的となる。
紆余曲折の末、ハデスの元に戻った主人公は、激怒したハデスによって醜い巨人に変貌させられた上に、死ぬ前に大きな罪を犯したものが落ちる冥界の最下層タルタロスに幽閉されてしまう。今度は、タルタロスの高台の祠に鎮座されていた時の神クロノスの手により、一行がアトラス復活を目指す場面へ転送される。「仲間たちから怪物として攻撃される」という繰り返す時間の中で苦しめられるが、ガイアの助言に従って仲間たちを攻撃しなければ敵意がないことを認められる。その結果、怪物となった主人公はこの時間の主人公と同化。記憶と経験はこの時間軸の自分自身に引き継がれた。
そしてヘラクレスにより記憶が取り戻された後、贖罪のためにオケアノスを復活させるべく行動を起こす。それを阻むべく現れたアルビオンを打倒し、エンディングではゼウスとも和解する。
続けて実の息子とも和解を果たし、仲間たちと別れた後は人知れずタルタロスへと幽閉され、奴隷として数百年を過ごすことで償いを果たしたとして転生を果たした。
SFC版では鎧を着こんだ短髪の青年。アプリ版では髪がやや長く、服も軽装となっている。女性化するとロングヘアになる。
バオール
トランティア国を発展させた人物で、主人公の本来の姿。ある場所では「偉業によってトランティアに繁栄をもたらした英雄」と、またある場所では「神の怒りに触れるような恐ろしいことを行った暴君」とも語られる。
野心や野望を抱かず自然のままに暮らす集落エーウスの出身。年老いてもその野心は衰えず、妻子を残して集落から追放されてしまう。その後、アトラシア村に渡った彼は怪物テュポーンを倒して開拓し、英雄と崇められる存在となったが、小国の英雄程度では彼の野心は満たされず、トランティア国に自分の才能を売り込んだ。そして、更なる発展のため海峡を陸に変え、他国との交流を図る。そのために海の神オケアノスの子供を無理やり海峡まで連れて行き、海の神オケアノスが近付いてきたところを石化。こうしてバオールは、海の神を石化させることで海峡を埋める陸にし、トランティアを発展させ歴史に名を残す存在となった。その後、アトラスの子孫たちがオケアノスを復活させようとしている噂を聞き、先手を打って彼らを石に変え、逃げる子供たちに対しても容赦せず執拗に追跡した。しかし、そんな時に彼に天罰が下る。
地上の地形を無理やり変えたことで世界（ガイア）を傷つけることとなったため、ガイアを愛するゼウスは激怒。バオールの船に落雷を打ち込み、彼を殺害してしまう。死したバオールは冥界へと落ち、そこで冥界の神ハデスから若き肉体を授かり、不死身という特性を得、冥界の魔物を率いて地上の人間達を抹殺する計画を任せられる（このため主人公はプロメテウスに選ばれたものではない）。
その話に喜んで乗った彼は地上へと舞い戻るも、クレタ島に降り立った直後にゼウスの妨害により記憶を失い、何も知らない妖精たちによって保護され、新たな名前を授かった。それがゲーム冒頭の真相である。世界各地で暴れ回っている怪物たちもバオールが送り込んだものだった。
目的の為に手段を選ばない人物ではあったが、故郷に残してきた妻子の事は常に気に掛けていた模様で、トランティアで暮らしていた時にもよく息子の身を案じていたとされる。
SFCでは髪は生えているが、アプリ版ではスキンヘッドになっている。
レイオン
クレタ島のクノッソスの町で、飛び降りショーをしていた人物で、レイオンという名前は自分でつけたものである。記憶喪失かつ不死身の体を持つ。同じく不死身の体を持つ主人公に興味を持ち、自身の正体を知るためにも旅に同行する。
直情型で思ったことは何でも口に出してしまう熱血漢。しかし、物語の進行に応じて日記を書き足すマメな一面も。よくステイアと衝突している（それでも日記の中では「少しだけ可愛い、でもおとなしすぎるな」と書いていたりと好意的に見ている）。また、謎の男の事は快く思っていないのだが、ある戦いにおいては初めて彼の姿勢に同調する。
正体は、プロメテウスによって不死にされた3人の人間の1人。実はヘラクレスの子孫。
無口な主人公に密かに憧れており、あれこれ文句を言いながらも主人公が何も言わなければ拒絶せず仲間たちに従っている。
ヘラクレスの子孫ゆえに魔法が使えないという弱点を克服すべく、世界中を旅していた。ヘラクレスの子孫である為かヘラクレスに対しては何だかんだ言いながらも好意的な部分もある。戦いの後は一連の事件の真相を人々に伝えるべく新たな旅に出る。
がっしりとした体格で、SFC版ではイラストは金髪だがゲーム中のドットは青髪。アプリ版では服装と体格は踏襲しているが顔に傷を持ち、イラスト・ドット共に髪の色も青で統一されている。
ヘラクレス
おなじみ半神半人の英雄。今回は神々の思惑に反して自分の意志で地上に降りてきたため、ゼウスによって力を奪われて人間の戦士ほどの力しか持たない。そのためレイオンから「弱い」と罵倒されてしまう。だが、加入するたびにレベルが上がっていっている。
アプリ版では獅子の如く顎髭を蓄えた巨漢の容貌。
ステイア
彫刻家テミシオスに拾われた記憶喪失の少女。気丈な性格で慈愛精神を持っている。テミシオスの助手として暮らしていたが、主人公達に同行している際に彼が死亡してしまい、同時に自身が不死である事が判明したためテミシオスの意志を継いで主人公達に同行する事になる。当初はモブキャラと同じ姿だが、正式に加入する際に決意を新たに着替え、固有のグラフィックに変わる。
正体は、プロメテウスによって不死にされた3人の人間の1人。記憶を失う前はオケアノスを祭る巫女のひとりで、本名は「ステラ」。地震によって祠が倒壊し、プロメテウスによって選ばれたことで不死身の肉体を得たため、巫女の中で唯一生き残ったが記憶を失ってしまう。オケアノスに助けられ、陸に下ろされた直後にゼウスの雷を受け、倒れていた所をテミシオスに助けられた事で彼の助手としてのひと時を過ごすこととなった。戦いの後は神殿に帰るつもりだったが、「レイオンの事が放っておけない」と言いつつ彼を追いかけて行った。
SFC版では紫の髪を持つ女性の容貌だが、着替え前の髪は赤い。アプリ版では赤髪の少女で、SFC版ではスリットから脚を覗かせていた服装はミニスカート状になっている。SFC版では着替え後に髪を結んでいたが、アプリ版では逆に当初がポニーテールで、着替え後は髪を下ろす。
謎の男
冥府で倒れていた赤い鎧を纏った記憶喪失の男。同じく不死身且つ記憶喪失で夢の場所を求めて旅をしていた最中、冥府に落ちた。3人しかいないはずの不死者の4人目という事で特にレイオンには怪しまれるが、自身の正体を知るべく主人公の仲間になる。自分の名前も分からないままずっと1人で旅をしてきたため、誰に名前を付けられる事も無く名無しとして行動していた。そのため、名前は主人公達（プレイヤー）が自由に付けることになる。
正体は、プロメテウスによって不死にされた3人の人間の1人。そして主人公（バオール）の実子。プレイヤーが付けた名前がそのまま本名になる。
追放されたとは言え国の宝と恐ろしい野心を抱いて国外へ向かった父のせいで、残された母親とつらい日々を過ごしていた。母は死に成長した彼は復讐を胸に父・バオールを探しに旅に出る。しかし、後に冥府で会った母は父への復讐をやめるように訴えていた。
記憶を取り戻した後は直感的に主人公が自分の父だと感じ取る。しかし、彼の仲間として旅をしたことで復讐心は薄れ、自分はどうしたらいいのかと混迷してしまう。最後には主人公の旅に自分も連れて行って欲しいと願うが断られ、使命から解き放たれた彼は新たな道を歩んでいくこととなる。
アプリ版では金髪の少年の容貌で鎧も着ていないため、初登場時のレイオンの「赤い派手な服」という台詞が「女みたいな顔」に変更されている。
アルビオン
本作のラストボス。西の大国トランティアの若き国王で、バオールと共に国を発展させた先代国王の没後に王位に就いた。ウラノスに選ばれた自分を英雄視しており、目的のためには手段を選ばない非情な性格をしている。電撃的な速攻でロゴシスの村を占拠し、アテネ王を呼び出して「怪物たちが現れる大穴を埋めるため、両国の民衆の力をあわせよう。断ればこのまま攻め入ってギリシャの女、子供、老人を奴隷として働かせる」と話を持ちかけた。
半ば妄信的にウラノスを崇拝し、彼の助言に従って行動する。世界を救うという目的は主人公達と同じため、一時的に共闘してくれる。正史ではウラノスの力によって強靭な肉体を得たアルビオンにより、主人公は怪物バオールとして切り捨てられてしまう。だが、時の流れが変わった改変後ではバオールに敵意がないことを知った仲間達が攻撃をやめてしまう。ウラノスは「そいつらは怪物に心を奪われた裏切り者だ」とアルビオンに言う。それを信じた彼は仲間の言葉を聞こうともせず襲い掛かる。
一度は退けられたが、今度はオケアノスの体内にて主人公達を待ち構える。そして倒されるたびにウラノスから力を授かって復活し、最後は自身が醜い怪物になり果て、主人公たちに討たれるという結末を辿った。
アトラス山では禍々しい鎧を纏い、二刀流で襲い掛かってくる。ラストバトルでは、第一形態は通常の姿。第二形態ではアトラス山での時に近い姿になり、最終形態はドラゴンのような怪物の頭部が三つ生えた殆ど原型を留めない巨大な異形と化す。
アプリ版では長髪の美男子の容貌。アトラス山での戦いでは通常の姿であり、第一形態も同様。第二形態は肌が変色した上に腕が奇形化し、二刀流になる。最終形態は元の面影を残しつつも四本の腕と四枚の翼を持つ、宛ら魔王とでも呼ぶべき禍々しい巨体となる。
妖精
クレタ島の妖精の村に住む妖精たち。主人公を助けた妖精の名は「キュレネー」。目覚めたばかりの主人公の旅に一時的に同行してくれるが、人里（クノッソスまたはゴルテ）に辿り着くと強制的に別れる事になる。ダメージを受けると死亡して人数が減っていくが、妖精の村に戻ると補充できる。
奴隷
まくろきものへの生贄として奴隷商人に売られた女性たち。クノッソス地下の脱出の際に同行する。減った人数は奴隷舎で補充できる。
老人
クノッソス一の富豪。町の地下に宝石を取りに来たが、護衛の奴隷が全滅し途方に暮れていた。町一番の金持ちだが町一番のケチでもあり、「奴隷には考えられないほどの礼をする」と言いながら、命の恩人である主人公に一銭も渡さなかった（その代わりに町を自由に歩く権利を与えた）。奴隷の後ろに隠れるなど小心者でもあり、戦闘中は防御か隠れるかしかしない。ダメージによる同行者の人数の減少が無いアプリ版では自ら戦っている。
スパルタ兵
ラコニア近くに開いた大穴の調査に来ていたが、隊長が魔物に殺され飲んだくれていた。主人公が隊長に相応しい勇気を試すために崖から飛び降り生きている事を知ると、隊長として迎え入れ、アーグリオを倒すまで同道してくれる。援軍を呼び兵士を補充できる。なお、死亡した隊長は終盤に冥府に登場する。
アテネ王
賢帝として知られるアテネの王だが、奴隷たちの暮らしを知るべく奴隷街にお忍びで入るも戻れなくなっていた。隠し通路から城に戻るため同道し、無事戻った後は奴隷制度の間違いを認め、即時廃止を決める。
テミシオス
ドリスコス近郊の洞窟で、助けたステイアと共に彫刻を掘り続ける彫刻家。主人公達と同じ夢を見る人間であり、その光景を彫刻として彫っていた。何日も彫り続ける仕事ぶりから不死身ではないかという噂が立っているが、それを試したことは無い。主人公達と出会い、夢の場所を探すべくステイア共々にその旅に同行する事になる。しかし実は本来の不死者であるステイアの傍にいた事で彼女の夢を一緒に見ていただけであり、彼自身は普通の人間であった。そのため、トロイに向かう山道で落石に遭い、ただ一人死亡してしまう。アプリ版では吊り橋が切れた事による転落死になっている。
クリン
まくろきものに飲みこまれていた幼いケンタウロス。ケンタウロスの肉を食べると不老不死になれると信じるペルシア王に捕われるが主人公に助け出される。
ダイダロス
放浪の発明家。アレフの羽根を使ったカイト、岩を砕く船などを造り主人公に助力してくれる。発明への意欲は並外れているが、いざ完成したものには然程興味が無いため、自身の発明した岩を砕く船をあっさり譲ってくれる。
ゼウス
お馴染み神々の頂点に立つ存在。バオールの所業を知り、彼に天罰を与えて殺害。彼が若返った不死の肉体を得た後は再び落雷で記憶を奪い取った。そのまま彼が自分の過ちに気づき、石化したオケアノスを助けるのか見守るがその気配がないため、大洪水を起こしてガイアを癒そうとする。後に改変された歴史では、主人公（バオール）がオケアノスを解放して贖罪を果たす様子を見届け、自分の所業が彼らに怨まれるものだと自覚していることと、しかしこの世界に生きるものは人間だけではないと説きつつ立ち去っていった。
プロメテウス
人間に火を与えた神。ゼウスの判断を受け入れられず、3人の人間に不死の肉体を与えて記憶を奪い、彼ら人間がありままどうするのか観察していた。あくまで人間が自らの意志で行動する事を望んでいるため、真相を告げる事も無く手を貸す事も無い。当初はその3人とは主人公、レイオン、ステイアの事だと思われていたが、実際はレイオン、ステイア、謎の男（バオールの息子）であった。本来の歴史ではアトラス復活の寸前で介入してウラノスの野望を阻止しつつも、ゼウスの洪水が始まった事で自身の思惑もまた失敗に終わった事を語り、道を誤った主人公達を厳しく叱責した。改変された歴史で全てが終わった後は主人公達を称賛しつつも、「お前達がやった事はお前達に許された最善だが、正しいかどうかは分からない」と告げ、地殻変動によって現実の世界地図と同じ形になった世界を見せた。
ウラノス
本作の黒幕。かつては神々の頂点に立つ存在だったが、ゼウスにより孤島の神殿に封印され、巨人アトラスを石化させることでその頂上に幽閉された。地上から大きく離れた場所にいるため力が届かなかったものの、アルビオンを懐柔することで己の手足とし、アトラスの石化を解除することで自分を地上に降ろさせようとする。地上を救うという意志はあるものの、神々に対する復讐も行われるため、プロメテウスから危険視されていた。本来の歴史では、思惑通り主人公達をアトラスの石化を解除する直前まで誘導するも、あと一歩でプロメテウスに阻止された。
改変後の歴史では、オケアノスの体内にてアルビオンを怪物に変異させ主人公たちと対決させるが、借り物の力では神と人の織り成す力には敵わず敗北。傀儡たるアルビオンを失い、ガイアに「（自身を傷付けた人間達に）何故そこまで優しくなれるのか」と問い掛けながら、もう自分の力も届かないと諦め、引き下がった。
まくろきもの / オケアノス
海に出没し、船や人を飲み込む魔物として恐れられる生物。巨大な二体と、小さな一体の三体で常に行動するとされるが現在では巨大な個体は一体しか姿を見せない。
その正体は海の精霊にして神であるオケアノス。巨大な個体は親、小さな個体はその子供である。しかし子供を人質に取ったバオールによって父親は石化させられ、海峡を繋ぐ陸地へと利用されてしまっている。主人公達に襲い掛かったのは母親である。最後は石化させた張本人である主人公にゴルゴーン三姉妹の血を使われた事で父親の石化は解かれ、親子は再会を果たした。
ハデス
冥府を統べる支配者。各地で出現する魔物たちは彼が地上に送り込んだ怪物たちであり、主人公の部下でもあった。結局、その怪物たちは記憶を失った主人公の手によって全て討ち滅ぼされ、ゼウスによって人類は駆逐された。計画の失敗によって主人公を部下のオートス・エピアルデスと共に処刑しようとするが反撃に遭い、あえなく彼を言葉も話せない怪物に変貌させタルタロスへ幽閉してしまう。
改変された歴史では、全てが終わった後で罪を償うため冥界を訪れた主人公に人間の姿のまま、長い年月タルタロスで過酷な強制労働をさせた後で罪を許し、生まれ変わって新たな人生を歩ませた。
SFC版ではオートスとエピアルデスと同時に戦いを挑んでくるが、アプリ版では先にオートスとエピアルデスとの戦闘があり、自身は1人で戦う。
クロノス
時を司る神で、ゼウス、ハデス、ポセイドンらの父。前作のラストボスであるタイタン族の王とは別の神（実際の神話ではタイタン族の王の方がゼウス達の父である）。現在はタルタロスに幽閉されている。言葉も話せない怪物となった主人公に「タルタロスよりも似合いの場所」として、永遠に巡る時の中で同じ過ちを繰り返すように人間の姿の主人公たちが「復活の血」を使う直前に時間を巻き戻す。それが結果的に主人公にやり直しのチャンスを与える事となった。
ガイア
この世界そのもの。主人公たちの脳裏には女神のような姿で写される。主人公の所業を知った上で「貴方の気持ちを伝えて、時の輪の中から抜け出すのです」と彼を導いていた。全てを終えた主人公に償いの道を示し、やがて転生した時には同じく復活を果たした大地で受け入れる事を伝える。

### 開発（III）
音楽
本作の楽曲は、『大怪獣デブラス』を手掛けた桃井聖司を中心に制作され、『II』などに参加した酒井省吾はサポートに回った。
スーパーファミコンというハードや、RPGというジャンルは桃井にとって初めての挑戦であり、最初は本作の世界観をつかめていなかったため、ギリシャの民族音楽のCDを購入して研究した。また、本作ではオーケストラ調のサウンドを実現できたことから、濱田の提案でスイス・ロマンド管弦楽団が演奏する「春の祭典」を聞きに行くこともあった。
ギリシャの街のBGMである「オリーブが薫る街」やフィールド曲である「失われた時は何処に」はギリシャの民族音楽を意識して作られた曲である。制作当時、桃井は酒井から「失われた時は何処に」が演歌みたいだと指摘されたと座談会で明かしており、あのメロディがプレイヤーにとって印象的だったがために、余計演歌みたいに聞こえてしまったのだろうと推測している。

## ヘラクレスの栄光IV 神々からの贈り物
主人公と、一緒に冒険するプラトンは精神のみの存在で身体を持っていない。旅の先々で会う人間や動物などのキャラクターに次々乗り移りながら冒険を進めるという「トランスファーシステム」が採用された。乗り移っている間は、主人公たちの特徴でもある「不老不死」の体質はそのまま受け継がれる。また乗り移っている人が元から持っている能力を何倍にも高めて使う事が可能。その能力は個人によって多種多様のため、例えるならファイナルファンタジーⅤのジョブチェンジシステムに近いものがある。
仲間の日記を読むシステムは『Ⅳ』でも採用された。日記を書くのは主人公の無二の親友であり苦楽を共にするプラトン。話が進むにつれて日記は追加記入される。前のページにも戻れるので、話の流れをつかんだりヒントを求めたりすることも可能。フィールドマップの視点は真上やローアングルなど30段階に変更が可能。
2008年4月22日からWiiのバーチャルコンソール向けタイトルとして、2015年2月10日からWii Uのバーチャルコンソール向け配信されている。

### あらすじ
他国との交流を断ち、壁に囲まれた国アトランティスの兵士である主人公は、親友のプラトン、エピファーを始めとするアトランティスの人々と平和な日々を送っていた。しかし、ある日ギリシャの兵士達がアトランティスに攻め込んで来る。同時に吹き荒れる嵐。壁は崩壊し、水位が増していく。人々はギリシャの兵士に抵抗空しく殺されていった。友は次々と自分達をかばって、あるいは数に押されて倒れていった。残された民はオリハルコン鉱山に逃げ込んだ。ギリシャの兵士達は、このオリハルコンが採れる鉱山の中にも攻め込んで来ていた。
主人公達が通う学校の教師であるアールモアは、「残った君たちの責任は重大です。死んでいった彼らのためにも生き延びるのです」そう叫び、鉱山の最深部に逃げるよう促すが、アールモア以外に辿り着けたのは主人公、エピファー、プラトンの3人だけだった。
そしてアールモアは、死んだはずのエピファーの姉が生きていて、それがどの様にして蘇ったのかを説明する。しかし、エピファーは姉が生きている事を知った事で、無我夢中で飛び出していってしまった。
その時、落盤が起き、3人は閉じこめられる。アールモアはアトランティスの知識や、愛する生徒を失わない為に2人の命を断ち、死者の国へと送る。そして2人の体を、鉱山の奥にあったオリハルコンの箱（これこそがパンドラの箱だった）に入れておく事で永遠に保管する。アールモアは2人に「死者の国の、レーテーの川の水を飲んではいけない。その水は生前の記憶を奪う。水を飲まず転生し、自分達の体が待つこのアトランティスに帰ってきて欲しい」と告げた後、自ら命を絶ち、死者の国へと旅立った。
その後、世界はいつの間にか魔物に満ち溢れており、神々はその原因を彼らに探らせようとすべく、彼らを復活させる。このうち、アールモアの魂は記憶を保持したまま、青年の体に宿されたが、パンドラの箱から飛び出した悪意「復讐」が宿っており、アトランティスを滅ぼす様仕向けたゼウスに復讐すべく動く。これを反省し、次なるプラトンの魂は記憶を保持させず、木こりの男に宿すが、プラトンは本来の持ち主の生を代わりに送るだけだった。そして、運命の女神モイライの1人は、主人公に最後の望みを掛け、記憶を戻したうえで地上に戻すが、彼の魂は犬に宿ってしまう。
モイライは、自分と波長の合う生物になら乗り移れる事と、今や不死身の体となった事を説明する。そして、もし事が上手くいけば、主人公に新たな「運命の糸」を与える事を約束したうえで、主人公を旅立たせる。

### キャラクター
主人公らが乗り移れる各地の住人も含めると、名前がある登場人物だけでも100名を超える。ここではパーティに自ら同行する人物や、メインストーリーに関わる人物を中心に載せている。
主人公
本作の主人公。生前はアトランティスの兵士にして学生だった。アトランティス滅亡の日、アールモア、プラトンと共にパンドラの箱に入るが、その魂はモイライに解放されてさまざまな人間に乗り移りながら旅をすることとなる。17歳の少年で、性格は比較的無口な方。剣術大会で優勝する程、剣術の腕に長けている。冷静沈着という感のある人物だが正反対な性格のプラトンと馬があう。
プラトン
主人公の相棒で読書好きの青年。主人公より一足早くモイライに魂を解放されるも記憶を失った。後に妻子を置いて単身旅に出るがそこで主人公と再会する。日記を付けるのは彼の役目。前作のレイオンと違いヘラクレスに対してはさほど好意的ではなく、序盤では対立することも多い。動物嫌いのため動物には乗り移ることができない。小柄でおしゃべりと、主人公とは正反対の性格・容貌を持つ。アトランティス内の話題の女の子エピファーに気を寄せているが、同時に彼女が主人公に恋心を持つことにも気付いている。
精神的に幼い一面もあり、自分の子供が心配になるあまりに主人公に八つ当たりをしてディアリにたしなめられる場面もある。
エピファー
主人公やプラトンと同じ学校に通う同級生の女の子。美貌としとやかさについては学校のみならず、アトランティス中に広まっている。彼女の動向はあちこちの噂にもなる。生前は主人公たちの同級生。彼女の姉がアールモアと恋人同士だった。アトランティス滅亡の日に鉱山の落盤で生き埋めになった。
ヘラクレス
大神ゼウスと美人にして人妻のアルクメーネーの間に生まれた。おなじみ半人半神の英雄。歳を取らないので見た目が若い。たぐい希なる勇気と腕力、そして誰にも負けない正義感と直感的な思考で、いつも人間の味方となって活躍する。ただしプラトンはヘラクレスのことを嫌っている。アトランティス滅亡から9000年間主人公たちのことを待っていた。
アールモア
生前は主人公たちの先生だった。豊富な知識と温厚な性格、そして愛敬のある体系で皆から慕われている。エピファーの姉と付き合っていたが彼女が死んだ後、「永遠の命」の研究をしていた模様。
モイライ
運命の3女神で、おしゃべりで世話焼きである。主に登場するのはアトロポス・モイライ (ラケシスとクロートーは序盤のみ登場)。主人公を地上に遣わし旅の行く末を見守る。
カイロ
エジプトから来た商人で、プラトンからは図々しいと思われている。目的地を同じくする主人公らと一時同行する。
魔法少女メル
不思議な能力を持つ5歳の女の子。母親は王様に仕えさせようとしている。彼女が使う魔法はかなりの威力を発揮する。
ディアリ
トランティアの城下町で、病気の母親と暮らしている少女。母親の治療をトランティア王に願い出ようとする。しかし「永遠の命」の実験の失敗によりゾンビと化してしまう。
パリス
アテネの病院で働く看護婦。言葉も声も発することができず口が利けない。その影響か終盤まで魔法を使うことができない。なおギリシア神話のパリスと同名だが、そちらに結びつく要素は特にうかがえない。
ギリシアこども王
ギリシアを治める幼い王。少し泣き虫だが、務めは懸命に果たしている模様。パリスに懐く。
カローン
ハデスの部下。冥界のレーテー川の番人。
アルゴー
かつて海底を進む船を作った男。タルタロスに落とされるも、彼の子孫たちがネアポリスに暮らしている。
アトラス
アトランティスに知恵と知識を授けたという神。哲学者プラトンが示すところのアトランティスの話によれば、初代の王の名前がアトラスだとされている。
リリアン
悩み多き娘。クリア後、魔物の巣近くの小屋で仲間にできる。仲間になるキャラクターではMPが最も高い。
ライオン
頑張るお父さん。クリア後、魔物の巣近くの小屋で仲間にできる。

## ヘラクレスの栄光 魂の証明
「ヘラクレスの栄光シリーズ」14年ぶりの完全新作となる。
パオン（当時、のちパオン・ディーピー）とスタジオ最前線が開発し、任天堂が発売を担当した。シナリオは野島一成が再び執筆している。
新規性を打ち出すため、当初は『エターナルクロニクル（仮称）』（エターナルクロニクル Glory of Hercules V）と名付けられていた。他のゲームが急遽『ヘラクレスの栄光』シリーズに転用したという誤解がされていたが、実際は最初から本シリーズの一作として開発されている。
2008年5月15日よりDSステーションに設置のニンテンドーDSで体験版が遊べる。
画面はトゥーンシェードベースのキャラクタとポリゴンの町/ダンジョン、一枚絵のフィールドマップで構成される。また、戦闘画面でも味方が表示されるようになった。
イベント時などはキャラクタが漫符等を用いて動く形式を採用しており、OPムービー（アニメーション）が存在するが、イベントによるアニメーションムービーは無い。
北米では『Glory of Heracles』の名で発売された。

### ゲームシステム
他の一般的なRPGと比べて特徴的な部分を以下に記す。
以前の町には戻れない
ダンジョン等をクリアし、次の町に行けるようになったらそれ以前の町には戻れない。ステージクリア型SRPGのような形式を取っている。町で覚える魔法/スキル等は次の町でも全く同様に覚えられるので、「魔法を覚えるのを忘れた」といったような事態は避けられるが、店売り品等は買えるとは限らないので、欲しいアイテムがあっても買えない場合がある。
戦略重視の戦闘システム
前列/後列概念、モンスターを倒した後にさらにダメージを与えることでの「オーバーキル」システム、強力な補助魔法、多彩なスキル（指定して使用し、MPを消費）やアビリティ（ランダムで発動し、MPは消費しない）、多様な属性（魔法属性、防御属性など）があり、カードゲームのような戦闘システムが採用されている。その反面、各種演出が長いことも相まって1戦闘が長い。なお、ランダムエンカウントはアイテムでほぼ全て回避でき、強制戦闘だけでもクリアできるよう経験値システムが調整されている。
ゲームオーバー
『I』から『IV』まではゲームオーバーの概念が存在しないが、『魂の証明』から初めて存在するようになった。味方全員が戦闘不能になるとゲームオーバー画面に移り、味方全員のHPがわずかのまま戦闘が始まった場所からゲームを続けるか、タイトル画面に戻るかのどちらかを選ぶことになる。
特殊なMPシステム
5種類の「エーテル」と呼ばれる「増減する『場の』MP」のようなものがあり、強力な魔法ほど消費（あるいは追加）するためそのやりくりを行う必要がある。その反面、「オーバーキル」システムを利用してMPを回復できるため、特に後半ではいわゆる「MP」に困ることは余り無い。
武具の強化
シリーズおなじみの「さびた武器（防具）」を磨く要素のほか、武具を強化して「魔法」「スキル」「アビリティ」を追加することができる。
窃盗の抑止
町の家屋中にある棚等を調べて出てくるアイテムを取ろうとすると仲間に止められる。それを押して取得すると、「幸運が逃げ出した」と表示される。このことによる不利益はさびた物を磨くと必ず、くず鉄になってしまうというものである。しかし窃盗でしか入手できないアイテムも多数ある。また、シナリオの一部に主人公が独りになる場面があるが、この時は仲間がいないため、棚を調べると即座にアイテムが手に入ってしまう（幸運も逃げてしまう）。棚の中身を知りたいだけの時は仲間がいる時に調べると良い。なお、同様のシステムは3作目『神々の沈黙』からある。
ほぼどこでもセーブ
一部を除いていついかなる場所でもセーブできるようになった。

### ストーリー
記憶喪失の状態で海岸に流れ着いた主人公は少年（?）ロコスと出会い、また同時に自分が不死であることを知る。同じく不死であるロコスと主人公は自分達の秘密を知るため、神々の住むオリンポスを目指すこととなる。

### キャラクター
主人公
本作の主人公。記憶喪失の少年。気が付いた時にはクレタ島の海岸に漂着し、不死の体になっていた。森の妖精によると英雄ヘラクレスであるとの事だが、自身には一切の記憶が無い。目覚めて間もなく出会った同じ不死の人間であるロコスと共に旅に出る。戦闘中を除いて基本的にはしゃべらない。スクリーンショットでは「ケン」という名前が設定されている。
その正体はダイダロスがクラシスとヘラクレスの魂を使って、自分の息子を蘇らせようとした時にそばに置いてあった人形に、息子の魂とヘラクレスの魂が入り込んだ者だとダイダロス本人が告白する。ただし、その告白は復活した息子が神の裁きを受けないようにするための偽りともとれる表現となっている。人形なのか息子本人なのか、どちらを真実と見るかはプレイヤー次第である（ただし、人形なら持っているはずのない息子の過去の記憶を所持しているのは確かである）。妖精にヘラクレス呼ばわりされたのも、そもそも妖精は魂で人を見分けている為、一部とは言えヘラクレスの魂を持つ主人公は妖精にとってはヘラクレスに違い無いからである。その為、主人公と本物のヘラクレスが出会った際はその場に居た妖精に「ヘラクレスが二人居る」と混乱された。
神々の許可なく不死の肉体であったためいずれは石にされる運命だったが、女神の計らいによって自分が為すべきことを遂げればゼウスから許されるかもしれないと告げられ、仲間たちとともに旅立つ。そして物語の終わりにて、仲間たちと別れオカリナの音色を一人響かせる。その音色を聞いた女神はゼウスに彼をどうするのかと問う。ゼウスはもう少し吹かせてやろうと彼を許したのだった。
元ネタとなっているのは、蝋の翼で空高く飛んだため、陽光で翼が解けて墜落死してしまったイカロス。作中ではイカロスの名前は使用されず、序盤で当面の呼び名として決めた名前が元々の本名であったとされる。
ロコス / ロコシス
森で主人公を見つけた少年。不死の体。口癖は「運命運命」と「そこ○○するところだから!」。父親の形見の剣を購入した兵士から剣を奪い、逃亡し、追い詰められている時に主人公にぶつかり2人とも崖から転落する。一度は主人公が死亡したと思いその場を離れたが、別の場所でまた倒れていた主人公に会う。同じ不死の体という事で、その疑問を晴らすべく神に聞くためオリンポスへの旅をする事になる。実は女性であるが、「男だ」と言い続けるのは義理の父ドコスに「男として生きろ」と遺言を守っているためである（但し、その割には序盤で早々にボロを出しており、否定もしていない）。
実父はアテナイ王でアテナイ王家の正当なる後継者。本名はロコシスであり、ピアザは姉にあたるが本人はその事を全く知らされていない。アテナイ王家とプロメテウスとの密約により代々の不死の体の相伝となっている。
戦いの後はドコスの芝居小屋の跡地にて一人の女性と出会う。その女性が主人公の幼馴染だと察したロコスは遠回しに主人公が生きていて、無事に帰ってくるであろうことを伝えた。
シュキオン
容姿端麗な男性。不死の体。話し方は割合に上品で敬語が多い。クレタ島の平原でクノッソスの兵士に不死である事からモンスターと間違われて追われているところに主人公達とすれ違い、ロコスが兵士に別の方向へ行ったと伝えた恩からクノッソスの巡礼船の許可証や宿屋の宿泊手配をしてもらえる。主人公達と同じく不死の体と記憶喪失という境遇から自分を見つける旅に加わる。
その正体はゼウスより3つに分断されたオケアノスの魂の1つ。物語の終盤でクラシスを使ってテュポーンを倒すべく、もう1つの魂であるデクレオスとオケアノスの体に戻り、その力を使ってテュポーンのコアを破壊するが、テュポーンに魂を吸収されそうになる。それを阻止するためクラシスを逆作動させるが、その無理な影響でデクレオスの魂と融合した体になる。以降は半裸のワイルドな見た目になり、戦闘中のみ口調も変わる。
ヘラクレス / イピクレス
英雄ヘラクレスを名乗るマッシブな男。不死の体。口癖は「わはははは!」という大爆笑。スパルタで無銭飲食をして牢屋に閉じ込められている。主人公達が面会に来た時に脱獄を図る。崩壊したタポスでロコスが主人公もヘラクレスだと伝えた事により、どちらが本物のヘラクレスか神に教えてもらうため旅に加わる。パーティーのムードメーカーで笑いの絶えない性格。物語の終盤でコーカサス山に住んでいたことを思い出すが、ネアポリスで実の兄である本物のヘラクレスと再会したことにより記憶を取り戻す。正体はヘラクレスの実弟であり、本名はイピクレス。しかし過去にコーカサス山に住んでいたときにモンスターの魔法が家に直撃した際に死亡しており、そのことまで思い出してしまったためエーテルとなって消えてしまった。以後は実の兄である本物のヘラクレスがパーティに加わる（容姿は兄弟そろってほぼ同じ）。
ヘラクレス
ネアポリスに住むさもしい男。正体は正真正銘の英雄ヘラクレスであり、過去に弟イピクレスを守れなかった事に悲観して世界を放浪していた。ダイダロスに弟を蘇らせると騙されてクラシスに掛けられしまい、その結果、その魂の一部がダイダロス、イピクレス、そして主人公へと流れ込み、多数の「ヘラクレスを名乗る者」を生み出す結果となった。
主人公達がネアポリスを訪れた際、弟のイピクレスと再会を果たすも、それはイピクレスの消滅を意味していた。弟との二度目の別れに慟哭するも、イピクレスの意志を継いで本来の英雄に戻り、イピクレスの代わりにパーティーに加わる。イピクレスと同じく笑いが絶えない性格。
エリス
コリントスの事故で記憶を失い、以来ヘロンと世界各地を旅している少女。不死の体。比較的口数が少ないが、たまにボソッとつぶやく一言がストーリー上重要なことが多い。崩壊したタポスの最深部で主人公達と出会い、同じ不死の体という境遇から主人公達と旅をする事になる。
その正体はプロメテウスの妻で、神々の一人。本来は黒い翼を持つ大人の姿である。実はコリントスの事故ではなく、エリスがコリントスのタポスを破壊した時の爆発が事故の真相である。その時に精霊石から古き神々の力を受け入れた際に記憶を失い、子供の姿になった。ストーリー終盤、プロメテウスに再会すると本来の姿へ変貌する。バイタポス破壊時には再び子供の姿になるが、すぐに元に戻った。戦いの後はプロメテウスの封印を解きに向かう。
エウドロス
アキレスの部下の戦士。スパルタ行きの船上でモンスターに襲われた際に共闘する事になる。
パトロクロス
アキレスの部下の女戦士。スパルタ行きの船上でモンスターに襲われた際に共闘する事になる。
ガズス船長
スパルタ行きの巡礼船の船長。ラコニアに妻と子のフローラを持つ。フローラが行方不明になった際に廃墟、ヘラクレス（イピクレス）が脱獄を図った際に共闘する事になる。
実はダイダロスの弟子で、過去にアテナイ王家の命令でダイダロスとともにタポスの管理をしていた。プロメテウスがゼウスに復讐するためのタポスを管理していた罪でアテナイを追放され、罪の償いから船長となった。その過去からトランティアから指名手配されてしまう。物語の終盤ではアゴン将軍に手を貸していたが、エジプトタポス内で娘のフローラを人質に取られて仕方なく協力していることが判明、アゴン将軍に反発を試みるも斬られ死亡する。
デクレオス
伝説の海賊王。海賊船ダガド号の船長。船上でモンスターに襲われた際に共闘する事になる。その正体はシュキオンとアゴンと同じくゼウスより3つに分断されたオケアノスの魂の1つ。物語の終盤でクラシスを使ってテュポーンを倒すべく、もう1つの魂であるシュキオンとオケアノスの体に戻り、その力を使ってテュポーンのコアを破壊するが、テュポーンに魂を吸収されそうになる。それを阻止するためクラシスを逆作動させるが、その無理な影響でシュキオンの魂と融合した体になる。
アキレス
テッサリアに屋敷を持つ、女神である母と、人間の父の間に生まれたアテナイの英雄。幼い頃から知るピアザを運命の人と思っている。トロイと戦争を起こしていたが、硬固な守備と不死兵に苦戦を強いられ、トラキアで疲労で倒れているところを主人公と同行していたピアザと再会する。トロイ城でアゴンに弱点のかかとを斬られて死亡。アゴンがアキレスの弱点を知っていたのは、幼少時代のピアザがアゴンに話してしまっていた為であり、皮肉な形でピアザに運命を変えられてしまった。
ピアザ
オリンポスへ通じる「天空の門」を開く事ができるという、アテナイの王女。見かけによらずかなりくだけた性格をしており、「いい性格してる」と言われる。アテナイ王の不実の子であり、母はピアザが乳母と思っていたアミタス。本来のアテナイ王家の後継者ではないため、不死の力を持っていない。一応ロコスの姉にあたる。天空の門が開いたのも本来のアテナイの正当な後継者ロコスがいたからであった。物語の序盤ではミケナイの将軍ディロスの結婚を断り古い塔で幽閉されていたが、終盤ではいつの間にか相思相愛となっている。
ヘラクレス将軍
英雄ヘラクレスを名乗るトランティアの将軍。神々からクラシスを破壊する命令を受けている。トランティアの御前試合でアゴンを破り将軍に任命される。ドリスコスのディロスのアジトで主人公達に初めて会い、ふもとの村を破壊した疑いを掛けられるが疑いを晴らし、クラシスが不死兵を作り出す装置だと主人公達に伝える。ヘラクレスと名乗っているが本人にその確証はない。主人公達とは共に行動せず、クラシスの破壊とトランティア王に命じられた反逆者アゴン将軍の捕獲のため1人で奔走する。トランティアの移動式要塞α型をトロイ城門にぶつける無茶な性格をしている。物語の中盤でアゴンの策略で将軍職を奪われ、指名手配を掛けられる。物語の終盤に過去にクラシスとヘラクレスの魂を使って息子を蘇らせようした実験の失敗の影響で、ヘラクレスの魂が入り込んだダイダロスである事が判明する。
ディロス
ミケナイの将軍。アテナイ王家に名を連ねるためピアザと結婚を目論む。神性兵（不死兵）を使い、ミケナイの戦士の平野で戦争をする多忙の中、結婚を嫌がるピアザを古い塔に幽閉する。ドリスコスにトランティアが攻め入られた最中に、ヘラクレス将軍に自分のクラシスを破壊され、神性兵を失ってしまう。ヘラクレス将軍にクラシスを使った罪を問われた時に、ヘラクレス将軍の正体をほのめかすような発言をするが、会話を濁され逃亡する。終盤ではいつの間にかピアザと相思相愛となっている。
カッサンドラ
トロイの女王で預言者。その力のせいで神々の怒りを買い、誰も予言を信じてもらえない呪いを受けている。誰も予言を信じてもらえない悲観からモンスターとなり、トロイ城地下の起動したクラシスに掛けられていた。物語の中盤でとある場所で世界が破滅する予言を主人公達に伝える。
ヘロン
エリスと世界中を旅する青年。ダイダロスの弟子の1人。タポスを停止させる手段を探し旅をしている。崩壊したタポスの最深部で主人公と出会い、エリスが主人公たちへ付いて行ってしまった事で、ビブロスで再会した時は誰も信じられなくなっている。後にランバジールに斬られ死亡。
ダイダロス
タポス・クラシスを世界中に造り上げた発明家。アテナイ王家に追放されて以来、行方不明。アテナイ王家に命じられてタポスを建造し、弟子のカガスと管理していた過去を持つ。タポスがゼウス復讐の手段とアテナイ王が知ると一転、アテナイを追放された。息子を蘇らせるために英雄の魂が必要となり、ヘラクレスに弟を蘇らせることができると騙し、クラシスに掛ける。しかし英雄の魂の容量にクラシスが耐え切れず事故を起し、ヘラクレスの一部の魂は飛散しダイダロス本人の中に入り込んだり、主人公を生み出してしまった。ヘラクレスの魂が入り込んでからはヘラクレスと名乗り、トランティアの御前試合でアゴンを破り将軍に任命された。物語の終盤で本物のヘラクレスに魂を取り返され、記憶を取り戻す。最期の戦いでは冥界で地割れに巻き込まれ主人公を仲間達の所へ投げ飛ばし、魂を得た人形でも、復活した自分の息子としてでもなく、新しい人生を歩めと言葉を残し溶岩の海に墜落。最期の最後に人としての心を取り戻した
アテナイ王
ピアザの父親。アテナイ王家の先代。プロメテウスの命でダイダロスにタポスを造らせた張本人。しかしそれがプロメテウスのゼウス復讐の手段と知りタポスを放棄する。神に罰せられるのを恐れ、娘のピアザを神の目の届かないタポスストーンの部屋へ入れ、その罪を償うべくプロメテウスに娘のロコシスを生贄として献上するが拒否され、その帰りにゼウスにプロメテウスに通じていた罪で罰せられ死亡した。
ドコス
ロコスの父親。芝居をしつつロコスと世界中を旅をしていたが、黒い雨の日にモンスターに殺される。元アテナイの親衛隊長。ゼウスの怒りを受け死亡したアテナイ王に幼いロコシス（ロコス）を託される。コーカサス山のふもとの村で小さな劇場を運営していたが、ロコシスを神々の目から避けるため旅芸者として放浪する事になった。子に男が欲しかったのか、アテナイのお家騒動になることを危惧してか、女であるロコスを男として育て、亡くなる際にはロコスに「男として生きろ」と遺言を伝えた。
アゴン
漆黒の甲冑に身を包んだ謎の男。ミケナイでダイダロスの弟子アルの友人と偽り主人公達に近づいたゴアンの正体。トランティア王に反旗を翻した将軍。過去にはアテナイ城の警備をしていたがアキレスに追放され、その事を恨んでいる。その正体はシュキオンとデクレオスと同じくゼウスより3つに分断されたオケアノスの魂の1つ。ゼウスを中心とする新しい神々への復讐のため、古き神々の怪物テュポーンを復活させようと目論む。最終盤にはバイクラシスを起動させ、テュポーン復活のために己の魂を捧げる。
テュポーン
本作のラストボス。古き神々が最終兵器として生み出した怪物であり、過去の戦いにてオケアノスに敗れて封印されていた。終盤、アゴンの策略によって復活を果たし、シュキオンとデクレオスが肉体と融合したオケアノスと再び戦いを繰り広げる。コアを破壊され、冥界に落ちた所を主人公達に倒される。それでも尚、消滅させる事ができなかったが、主人公達全員の攻撃で「オーバーキル」され、エーテルへと還った。

### 備考
クリア後にはイベントが多少変わる「2nd Game」、連続で戦闘を行う「Battle」とその結果をランキングする「Result」、アイテムコンプ率を示す「Collection」が追加される。

### 主なスタッフ
- シナリオ：野島一成
- キャラクターデザイン：はん
- ミュージック：弘田佳孝、菅野優一
- イメージイラスト：杉浦善夫
- ディレクター：近藤敏信

## 関連作品

### ゲームブック
- 井上 尚美『ヘラクレスの栄光 若き勇者の伝説』、双葉社 (双葉文庫―ファミコン冒険ゲームブックシリーズ)、282ページ、1987年10月18日に、双葉文庫から発売されたゲームブック。内容は、羊飼いの少年ヘラクレスが、地下の国の王ハデスに乗っ取られた5つの神殿を解放するという試練をゼウスから与えられ、それを乗り越えて後世に名を残す運命を与えられることを目指すものである。
- 井上 尚美 (著), レッカ社 (編集) 『ヘラクレスの栄光〈2〉新たなる勇者』双葉社 (双葉文庫―ファミコン冒険ゲームブックシリーズ) 、(1989/12)、267ページ、ISBN 978-4575761313

### ミュージック
- 『ヘラクレスの栄光2〜タイタンの滅亡』キャニオンレコード、CD 、(1990/2/21)
- 『ヘラクレスの栄光IV』ポニーキャニオン、CD 、(1994/11/18)、ディスク1:44曲、ディスク2:18曲
- 『ヘラクレスの栄光 サウンドクロニクル』 SRIN-1119 スィープレコード、CD6枚組、(先行販売 2018/6/2・一般発売2018/6/23) - 『闘人魔境伝 ヘラクレスの栄光』、『ヘラクレスの栄光II タイタンの滅亡』、『ヘラクレスの栄光 動き出した神々』、『ヘラクレスの栄光III 神々の沈黙』、『ヘラクレスの栄光IV 神々からの贈り物』の5作品の他、過去にリリースされた限定CD『ギリシア回想録』のリマスタリング、『ヘラクレスの栄光III 神々の沈黙』のデモ音源、ゲーマデリックによるアレンジ曲を収録[19]。

## ゲーム攻略本
- ファミコン必勝本編集部『闘人魔境伝ヘラクレスの栄光完全必勝本』JICC出版局(ファミコン必勝本・フライデースペシャル)、(1987/07)、63ページ、ISBN 978-4880633121
- ワークハウス (編集)『ヘラクレスの栄光2 タイタンの滅亡完全攻略テクニックブック』徳間コミュニケーションズ (1989/12)、64ページ、ISBN 978-4886582010
- ファイティングスタジオ (編集) 『ヘラクレスの栄光IIタイタンの滅亡必勝攻略法 (ファミリーコンピュータ完璧攻略シリーズ (80))』双葉社、(1989/12)、91ページ、ISBN 978-4575151534
- ファイティングスタジオ (著)『ヘラクレスの栄光 動き出した神々必勝攻略法 (ゲームボーイ完璧攻略シリーズ)』双葉社 、(1992/02)、93ページ、ISBN 978-4575152098
- ファイティングスタジオ (著)『ヘラクレスの栄光3 神々の沈黙必勝攻略法』双葉社 (スーパーファミコン完璧攻略シリーズ) (1992/05)、141ページ、ISBN 978-4575281682
- HIPPON SUPER!編集部 (編集)『ヘラクレスの栄光3 神々の沈黙のすべて』JICC出版局 、(1992/05)、95ページ、ISBN 978-4796603515
- 塩田 信之 (編集), CB’s Project (編集)『ヘラクレスの栄光〈4〉〜神々の贈り物〜のすべて』宝島社、(1994/10)、111ページ、ISBN 978-4796608565
- ファイティングスタジオ (編集)『ヘラクレスの栄光4〜神々からの贈り物〜必勝攻略法』双葉社 (スーパーファミコン完璧攻略シリーズ) (1994/11)、159ページ、ISBN 978-4575283884
- アスキー出版局月刊ファミコン通信編集部『ヘラクレスの栄光4公式ガイドブック』アスペクト (1994/11),143ページ、ISBN 978-4893662972
- ヘラクレスの栄光〜魂の証明〜 小学館 (ワンダーライフスペシャル NINTENDO DS任天堂公式ガイドブック)  (2008/07)、271ページ、ISBN 978-4091064219

### 任天堂公式サイト
- ヘラクレスの栄光 魂の証明
- ヘラクレスの栄光III 神々の沈黙 - Wiiバーチャルコンソール
- ヘラクレスの栄光III 神々の沈黙 - Wii Uバーチャルコンソール
- ヘラクレスの栄光IV 神々からの贈り物 - Wiiバーチャルコンソール
- ヘラクレスの栄光IV 神々からの贈り物 - Wii Uバーチャルコンソール
- ヘラクレスの栄光 動き出した神々 - 3DSバーチャルコンソール
- Nintendo Online Magazine 2008年6月号 『ヘラクレスの栄光　～魂の証明～』開発スタッフインタビュー

### ジー・モード公式サイト
- ヘラクレスの栄光3 ～神々の沈黙～（携帯電話ゲーム版、2011年11月22日時点のアーカイブ）
- ヘラクレスの栄光Ⅲ 神々の沈黙（G-MODEアーカイブス版）